# 上海动车段
31°17′00″N 121°18′27″E / 31.283403°N 121.307571°E
上海动车段位于上海市嘉定区老翔黄公路600号，邮政编码：201812，隶属于上海铁路局，是中国大陆四大动车组检修基地之一，同时也是全中国配属动车组数量最多、检修工作量最大的动车段。上海动车段现有7座检修库，32条检修线，133条存车线，共配属动车组373组。上海动车段功能是在实现动车组高度信息化管理基础上，满足动车组的一至五级检修维护。

## 历史
上海动车段原属于上海动车客车段，于2007年2月随上海南动车运用所的启用而成立。2013年6月上海动车客车段实行高普分离管理，分立出上海车辆段和本段。2016年3月28日，南京动车运用所、南京南动车运用所和合肥南动车运用所从上海动车段中分出，新成立南京动车段。

## 下辖动车所
- 上海南动车运用所：位于新龙华站北侧，上海南站东侧，成立于2007年2月。规划上南动车运用所和上海南合二为一，设有8条动车存车线、4条动车检修线和9条普速客车存车线[4]:11。
- 杭州动车运用所：位于艮山门站北侧，杭州东站西北侧，成立于2007年7月。
- 南翔动车运用所：位于南翔站南侧，上海站西侧，上海虹桥站东北侧，成立于2009年6月。
- 虹桥动车运用所：位于封浜站东南侧，上海虹桥站北侧，成立于2010年10月。
- 杭州西动车运用所：位于杭州西站西北侧，成立于2022年11月[5]。
- 宁波动车运用所：位于邱隘站北侧，成立于2025年4月[6]。

## 高级修所
上海动车段具备对动车组实施一至四级检修的能力，拥有调试库、检修库、转向架库、部件检修库、车体检修及油漆涂装库、仓储物流库、动态调试线和存车场等。